# 托津 (足球运动员)
托津，全名威灵顿·德·莫莱斯·科英布拉（Welliton de Moraes Coimbra，1984年11月10日—），是一名巴西职业足球运动员，现效力于日本职业足球联赛球会鸟栖砂岩。
托津在家乡球会古鲁皮开始职业足球生涯，之后租借效力于多家巴西俱乐部。2008年他曾经被租借到J2联赛球队鸟栖砂岩一个赛季，出场39次打进11球，2009赛季租借到巴西乙级联赛球队瓜拉丁古埃塔三个月。
2011年1月，托津租借加盟中国足球超级联赛球会南昌衡源。但由于托津的特点不符合南昌队的风格，赛季还没开始之前，他便和南昌队解约返回巴西。之后他立即被租借到库亚巴一年。
2012年，托津转会加盟升级到J1联赛的鸟栖砂岩。